# András L. Áchim

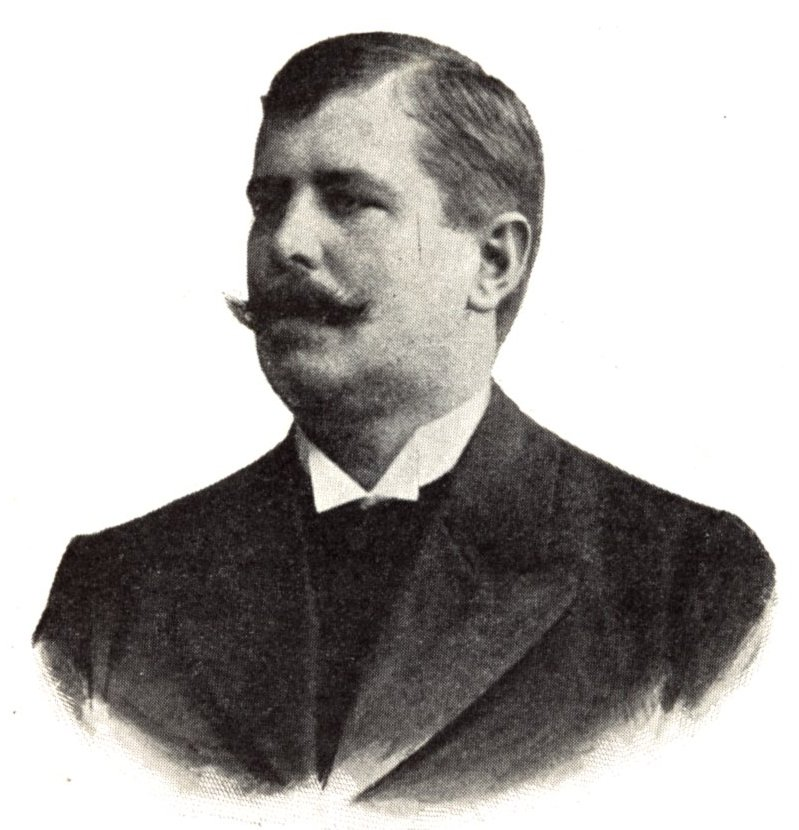
András L. Áchim

András L. Áchim (* 16. März 1871 in Békéscsaba; † 14. Mai 1911 ebenda) war ein ungarischer Politiker.

## Herkunft und Ausbildung
Von seinem Vater, der ein kleines Landgut besaß, wurde András L. Áchim ins Andrássy-Gyula-Gymnasium geschickt, um ein „Herr“ zu werden. Doch all seine Bemühungen schlugen fehl. Andreas, ein lebhafter Jüngling, meinte: „Vater, sie prügeln mich vergeblich, ich werde nie ein Herr werden.“ Er fühlte sich in der Atmosphäre der Schule nicht wohl. Sein Vater sah sich gezwungen, ihn aus der sechsten Klasse herauszunehmen und in die praktische Schule des Lebens, auf sein Landgut, zu platzieren.

## Werdegang
Nachdem er mit 23 Jahren geheiratet hatte, lebte er zehn Jahre lang auf seinem Gut. Er las viel, auch sozialistische Werke. Es waren die Ungerechtigkeiten der Herrenklasse gegenüber der armen Bevölkerung, die ihn zum Agrarsozialisten machten, wie er sich nannte. Er half mit, einen Volksverein zu gründen und wurde zu dessen Präsidenten gewählt.
Für die ungarischen Parlamentswahlen im Januar 1905 wurde er in Békéscsaba gegen den Staatssekretär Zsilinszky als Kandidat aufgestellt. Im zweiten Wahlgang gewann er mit Hilfe einer kleinen Partei den mit allen Mitteln geführten Kampf. Das Unerhörte geschah: Der Agrarsozialist Áchim wurde zum Abgeordneten gewählt und nicht der etablierte bürgerliche Zsilinszky.
Áchim erregte im Ungarischen Parlament der feudalen Herren großes Aufsehen. Er war mit seinen 34 Jahren ein gut gewachsener, hübscher Mann. Seine Reden waren aufrüttelnd und beißend. Das Parlament wurde am Ende desselben Jahres aufgelöst.
Am 7. Mai 1906 wurde Áchim gegen den bürgerlichen Kampfkandidaten Mathias Bakos erneut zum Abgeordneten gewählt. Bakos erhielt 722, Áchim 992 Stimmen. Nicht das „Staubvolk“ wählte ihn – denn das hatte noch kein Wahlrecht – sondern Kleinbauern, die etwas Land besaßen, und liberal denkende Mittelständler.
Áchim half, eine Wochenzeitung herauszugeben und eine landwirtschaftliche Genossenschaft zu gründen – zum Schrecken der großen Herren. Weil er aber allzu radikal und peitschend Rechte für die Armen forderte, entzog ihm einige Wochen später die Kurie sein Mandat und initiierte einen Prozess gegen ihn. Er gewann den Prozess, musste aber eine Geldstrafe bezahlen. Das Volk hingegen, vor allem die mittellosen armen Landarbeiter, wurden mit drückenden Gesetzen bestraft. „In Ungarn wurde die Leibeigenschaft wieder eingeführt!“, kommentierte die ausländische Presse. Viele wanderten aus.
Achim wurde im Jahre 1910 trotz allem ein weiteres Mal als Abgeordneter gewählt, allerdings erst im zweiten Wahlgang. Er hatte aber seine raue Kampfmethode gegen die Herren weder im Parlament noch in der Gemeinde geändert oder gemildert, im Gegenteil. Die Kampfmethoden beider Seiten verschärften sich zunehmend.

## Ermordung
Am 14. Mai 1911 um acht Uhr morgens drangen zwei Söhne des reichen Zsilinszky (einer war Endre Bajcsy-Zsilinszky, der spätere Antifaschist), jeder mit einer Browning, einer Hundepeitsche und einem langen Stock bewaffnet, in Áchims Haus ein. Der Volksvertreter wurde in seinem Schlafzimmer durch zwei Schüsse tödlich verwundet.

## Nachspiel
Die Herrensöhne wurden auch in zweiter Instanz freigesprochen, während ein Zeuge, der es gewagt hatte, Licht in die Affäre zu bringen, zu einer schweren Gefängnisstrafe verurteilt wurde. Die Mörder behaupteten, aus Notwehr gehandelt zu haben, obwohl sie die Waffen zu diesem Zweck erworben hatten und mit Wissen von Behördenmitgliedern, also mit geplanter Absicht bewaffnet in Achims Haus eingedrungen waren. Ihr Ruf „krepiere du Hund!“ war kurz vor den Schüssen gehört worden.
Es war die Zeit, als der Slogan kursierte: „Auf die Schlachtbank mit den Sozialisten!“
Einer der beiden Mörder tat später Buße: er kämpfte in der Ära Horthy für die Freiheit und wurde von der Gestapo hingerichtet.